# Колоссальные нанотрубки
Колоссальные углеродные трубки — трубчатая форма углерода. В отличие от углеродных нанотрубок, у колоссальных углеродных трубок намного больше диаметр, около 40-100 микрометров. У их стенок рифленая структура с большим количеством пор, как в рифленом фибролите, в то время как у стенок твёрдых мембран — подобная графиту слоистая структура.
У колоссальных трубок есть технологически привлекательные свойства, такие как сверхмалый вес, чрезвычайно высокая прочность, превосходная пластичность и высокая электропроводимость, которые делают их возможно подходящими для одежды. Они — превосходные проводники, в 15 раз прочнее самого прочного углеродистого волокна, в 30 раз прочнее кевлара и в 224 раза прочнее отдельных хлопковых волокон. Трубки имеют крайне низкую плотность, сопоставимую с плотностью углеродной нанопены.